# Kungliga Fysiografiska Sällskapet i Lund
Kungl. Fysiografiska Sällskapet i Lund – Akademi för naturvetenskap, medicin och teknik är en av de kungliga akademierna och har till uppgift att främja vetenskapen inom nämnda områden. Det ålderdomliga ordet fysiografi betyder närmast ’naturbeskrivning’, vilket förklaras av den senare meningen i dess formella namn.
Fysiografiska Sällskapet i Lund stiftades 2 december 1772 och bär dessutom epitetet ”kungliga” sedan Gustav III stadfäste sällskapets stadgar 6 mars 1778. Initiativtagare var Anders Jahan Retzius, professor i naturalhistoria och bland stiftarna fanns även sedermera biskopen Nils Hesslén och medicine doktor Anders Barfoth. Från att från början ha haft en huvudsakligen praktisk inriktning, har verksamheten förskjutits mot grundforskning. Akademin har 298 arbetande ledamöter, därutöver ständiga ledamöter; medlemskap i sällskapet förkortas LFS.
Sällskapet förvaltar ett stort antal donationer ur vilka medel utdelas som stipendier, särskilt till yngre forskare. Sällskapet delar även ut priser bland annat Linnépriset och medaljer för ”framstående och långvariga forskningsinsatser”.